# Bossard Arena
Die Bossard Arena ist eine Eissporthalle in der Schweizer Stadt Zug im gleichnamigen Kanton. Der Eishockeyclub EV Zug aus der National League trägt hier seine Heimpartien aus. Die Arena zählt 7700 Plätze, davon 5200 Sitzplätze und 2500 Stehplätze. Die Arena ist gemeinsam mit dem angebauten, 63 Meter hohen Uptown-Hochhaus Teil des Zug West-Bebauungsprogramms.

## Geschichte
Die Bossard Arena wurde im August 2010 eingeweiht. Der Entwurf stammt vom Luzerner Büro Scheitlin Syfrig Architekten. Die Bossard Arena ersetzte die alte Herti-Halle. Auf dem Dach befindet sich zudem eine 3000 Quadratmeter grosse Photovoltaikanlage, die jährlich rund 200'000 kWh Strom produziert. Nebst zahlreichen Parkfeldern vor dem Gebäude ist das Stadion auch mit einer nahegelegenen Stadtbahnhaltestelle – Zug Schutzengel – und einigen ZVB-Bushaltestellen versehen. Für Fanbusse gibt es beim Arena-Platz einen eigenen Busbahnhof, mit Extrazugängen für Gästefans zu deren Stehplatzbereich.
Im Sommer 2017 wurde durch die Installation weiterer Sitze die Gesamtkapazität von 7015 auf 7200 Zuschauer erhöht.
Die Arena soll von 7200 auf etwa 9000 Plätze erweitert werden. Im April 2021 wurde ein Zwischenbericht vom Stadtrat von Zug zur Erweiterung veröffentlicht. Drei Varianten stehen zur Diskussion. Zum einen geht es um ein neues Dach für die Bossard Arena. Dieser Plan wäre mit 50,66 Mio. CHF die teuerste Ausführung und würde 2072 Tribünen- und 886 Gastronomie-Plätze bringen. Bei der zweiten Version würde das vorhandene Dach angehoben. Dies brächte einen Gewinn von 1844 Tribünen- und 829 Gastronomie-Plätzen bei Kosten von 44,42 Mio. CHF. Die dritte und günstigste Variante mit Überarbeitung würde 29,85 Mio. CHF kosten und würde zusätzlich 1748 Tribünen- und 732 Gastronomie-Plätze ergeben. Das Büro für Bauökonomie Luzern empfiehlt die günstigste Baumassnahme. Die Stadt bevorzugt die mittlere Variante. Bis es zu einer Erweiterung und einer Abgabe kommt, müssen noch diverse politische Prozesse durchlaufen werden, sodass eine Erweiterung frühestens 2025/26 realisierbar ist.
Im März 2023 einigten sich die Stadt Zug, die Kunsteisbahn Zug (KEB) und der EVZ auf ein Memorandum of Understanding für den Umbau der Eisarena. Der EVZ bleibt Mieter und wird den Um- und Ausbau selbst finanzieren, sodass keine öffentlichen Gelder benötigt werden. Die Stadt bleibt Eigentümerin der Arena, und die KEB wird das Eisstadion im Auftrag der Stadt betreiben. Der Umbau wird sich auf die nördliche und südliche Seite der Arena, zusammen mit der dazugehörigen Trainingshalle, konzentrieren. Nach Aussage einer Machbarkeitsstudie sollen sich die Kosten auf 36 Mio. CHF belaufen. Zur Unterstützung der Finanzierung wird der EVZ das Namenssponsoring ab dem 1. Juli 2025 selbst vermarkten. Nach dem Zeitplan soll die Baubewilligung 2024 erteilt werden. Die Bauarbeiten sind von 2025 bis 2027 geplant. Die umgebaute Arena soll zur Saison 2027 eröffnet werden.
Im Mai 2025 kündigte der EV Zug an, dass die Erweiterung der Arena Mitte Juni des Jahres beginnen wird. Die Finanzierung ist weitgehend sichergestellt. Der EVZ rechnet mit einer Investitionssumme von insgesamt 60 Millionen Franken. Im Rahmen dessen erhält die das Eisstadion einen neuen Namen.

## Name
Das Schraubenhandels- und Logistikunternehmen Bossard mit Sitz in Zug ist seit der Eröffnung Namenssponsor. Der Vertrag hatte eine Laufzeit von zehn Jahren mit einer Option auf fünf weitere Jahre. Im Februar 2020 wurde bekannt, dass Bossard die vereinbarte Option gezogen hat. Der Zeitraum der Verlängerung geht vom 1. August 2020 bis zum 31. Juli 2025.
Nach 15 Jahren läuft der Sponsorenvertrag mit Bossard Ende Juli 2025 aus. Der EVZ konnte zum ersten Mal die Sponsorrechte selbst vergeben. Insgesamt gab es vier Bieter. Die Bossard AG stieg früh aus und will sich auf sein Engagement als Hauptsponsor konzentrieren. EVZ-Präsident Hans-Peter Strebel reichte als Privatperson ein Gebot für die Namensrechte ein und erhielt den Zuschlag. Die Laufzeit geht über 15 Jahre und Strebel verzichtet auf eine Rückzahlung des dem Verein gewährten Darlehens von 10 Millionen Franken für die Stadionerweiterung. Strebel gibt das Namensrecht an das OYM College weiter. Auf die Bossard Arena folgt die OYM Hall.

## Events
Kurz nach der Eröffnung wurden im Dezember die Schweizer Meisterschaften im Eiskunstlaufen 2011 ausgetragen. Ebenfalls wurde die Streethockey-Weltmeisterschaft 2015 und die U18-Eishockey-Weltmeisterschaft 2015 in der Bossard Arena ausgetragen. 2022 fanden die Swiss Music Awards in der Bossard Arena statt. Die Ausgabe 2023 ist ebenfalls in der Bossard Arena geplant. Grössere Firmen aus der Region mieten die Halle für Weihnachtsessen oder Generalversammlungen, wie z. B. die Zuger Kantonalbank.

## Zuschauerschnitt
Der Zuschauerschnitt der Ligaspiele des EV Zug: In der ersten Saison in der Bossard Arena besuchten im Schnitt über 2000 Zuschauer mehr die Spiele des EV Zug als in der letzten Saison in der Herti-Halle (4316 Zuschauer).
- Saison 2010/11: 6332 Zuschauer
- Saison 2011/12: 6372 Zuschauer
- Saison 2012/13: 6457 Zuschauer
- Saison 2013/14: 6064 Zuschauer
- Saison 2014/15: 6436 Zuschauer
- Saison 2015/16: 6486 Zuschauer
- Saison 2016/17: 6436 Zuschauer
- Saison 2017/18: 7006 Zuschauer
- Saison 2018/19: 6952 Zuschauer
- Saison 2019/20: 6574 Zuschauer
- Saison 2020/21: k. A.
- Saison 2021/22: 6708 Zuschauer
- Saison 2022/23: 6975 Zuschauer

Seit der Saison 2017/18 waren sämtliche Play-off-Spiele, ausgenommen die Partie am 26. März 2019 gegen Lausanne, ausverkauft.

## Galerie

Bilder von der Bossard Arena
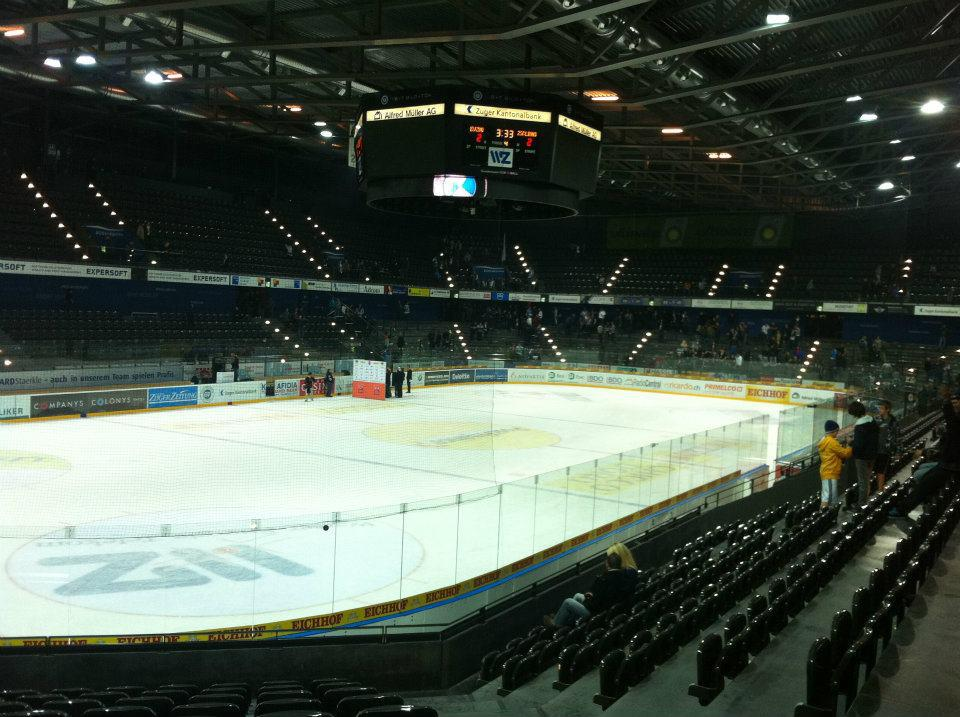
Innenaufnahme
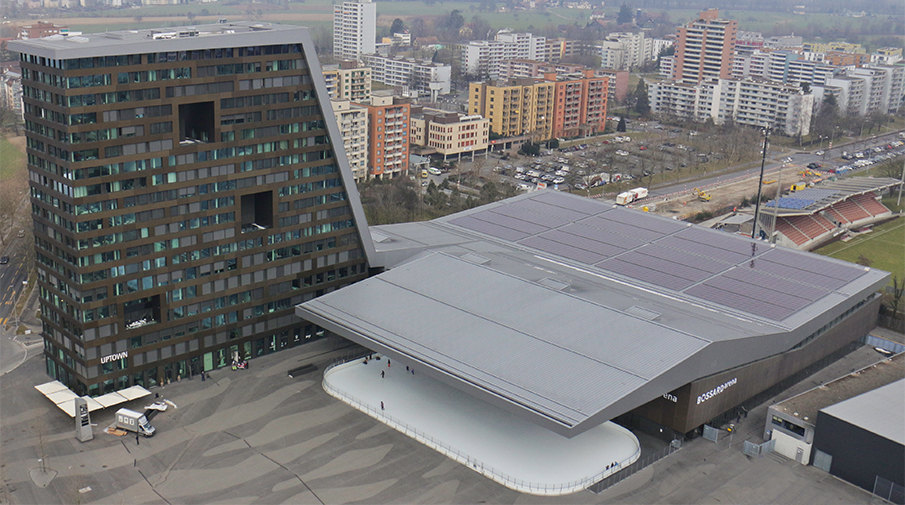
Auf der Luftaufnahme sieht man rechts die Bossard Arena und links das Uptown-Hochhaus
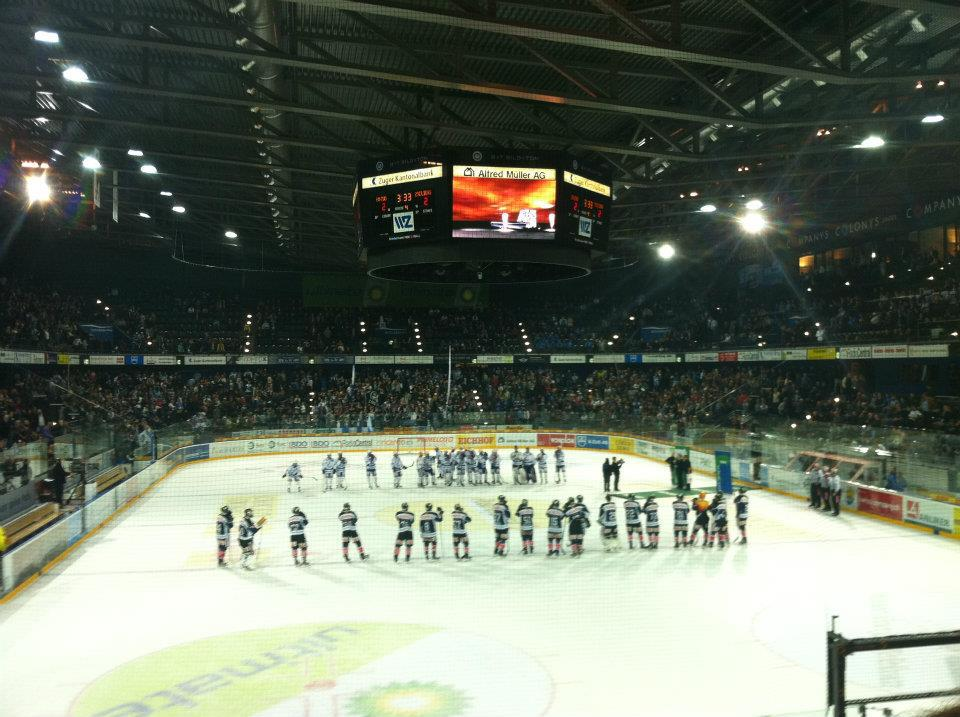
Innenaufnahme der Arena aus dem Gästesektor